# UCI Europa Tour 2013
L'UCI Europa Tour 2013 és la novena edició de l'UCI Europa Tour, un dels cinc circuits continentals de ciclisme de la Unió Ciclista Internacional. Està format per més de 300 proves, organitzades entre el 27 de gener i el 20 d'octubre de 2013 a Europa.

## Evolució del calendari

### Gener
| Data | Cursa                                 | País   | Cat. | Vencedor        | Equip              |
| ---- | ------------------------------------- | ------ | ---- | --------------- | ------------------ |
| 27   | Gran Premi d'Obertura La Marseillaise | França | 1.1  | Justin Jules    | La Pomme Marseille |
| 30-3 | Étoile de Bessèges                    | França | 2.1  | Jonathan Hivert | Saur-Sojasun       |

### Febrer
| Data  | Cursa                                           | País     | Cat. | Vencedor            | Equip                   |
| ----- | ----------------------------------------------- | -------- | ---- | ------------------- | ----------------------- |
| 3     | Trofeu Palma                                    | Espanya  | 1.1  | Kenny Dehaes        | Lotto-Belisol           |
| 4     | Trofeu Migjorn                                  | Espanya  | 1.1  | Leigh Howard        | Orica-GreenEDGE         |
| 5     | Trofeu Deià                                     | Espanya  | 1.1  | Alejandro Valverde  | Movistar Team           |
| 6     | Trofeu Platja de Muro                           | Espanya  | 1.1  | Leigh Howard        | Orica-GreenEDGE         |
| 6-10  | Tour del Mediterrani                            | França   | 2.1  | Thomas Lövkvist     | IAM                     |
| 13-17 | Volta a l'Algarve                               | Portugal | 2.1  | Tony Martin         | Omega Pharma-Quick Step |
| 16    | Trofeu Laigueglia                               | Itàlia   | 1.1  | Filippo Pozzato     | Lampre-Merida           |
| 16-17 | Tour de l'Alt Var                               | França   | 2.1  | Arthur Vichot       | FDJ.fr                  |
| 17-20 | Volta a Andalusia                               | Espanya  | 2.1  | Alejandro Valverde  | Movistar Team           |
| 23    | Volta a Múrcia                                  | Espanya  | 1.1  | Daniel Navarro      | Cofidis                 |
| 23    | Beverbeek Classic                               | Bèlgica  | 1.2  | Nicky van der Lijke | Rabobank Continental    |
| 23    | Omloop Het Nieuwsblad                           | Bèlgica  | 1.HC | Luca Paolini        | Team Katusha            |
| 24    | Clàssica Sud Ardecha - Souvenir Francis Delpech | França   | 1.1  | Mathieu Drujon      | BigMat-Auber 93         |
| 24    | Clàssica d'Almeria                              | Espanya  | 1.HC | Mark Renshaw        | Blanco Team             |
| 27    | Le Samyn                                        | Bèlgica  | 1.1  | Aleksei Tsatévitx   | Team Katusha            |
| 28    | Gran Premi de la vila de Camaiore               | Itàlia   | 1.1  | Peter Sagan         | Cannondale              |

### Març
| Data  | Cursa                                                | País          | Cat. | Vencedor             | Equip                         |
| ----- | ---------------------------------------------------- | ------------- | ---- | -------------------- | ----------------------------- |
| 1-3   | Tres dies de Flandes Occidental                      | Bèlgica       | 2.1  | Kristof Vandewalle   | Omega Pharma-Quick Step       |
| 2     | Strade Bianche                                       | Itàlia        | 1.1  | Moreno Moser         | Cannondale                    |
| 2     | Ster van Zwolle                                      | Països Baixos | 1.2  | Dylan van Baarle     | Rabobank Continental          |
| 3     | Roma Maxima                                          | Itàlia        | 1.1  | Blel Kadri           | AG2R La Mondiale              |
| 3     | Gran Premi de Lillers-Souvenir Bruno Comini          | França        | 1.2  | Benoît Daeninck      | CC Nogent-sur-Oise            |
| 6     | Umag Trophy                                          | Croàcia       | 1.2  | Aljaž Hočevar        | Adria Mobil                   |
| 9     | Tour de Drenthe                                      | Països Baixos | 1.1  | Alexander Wetterhall | Team NetApp-Endura            |
| 10    | Dorpenomloop Rucphen                                 | Països Baixos | 1.2  | Dylan van Baarle     | Rabobank Continental          |
| 10    | París-Troyes                                         | França        | 1.2  | Jean-Marc Bideau     | Bretagne-Séché Environnement  |
| 10    | Poreč Trophy                                         | Croàcia       | 1.2  | Matej Mugerli        | Adria Mobil                   |
| 10    | Kattekoers                                           | Bèlgica       | 1.2  | Jérôme Baugnies      | ToWin-Josan Cycling Team      |
| 10    | Circuit del País de Waes                             | Bèlgica       | 1.2  | Pieter Jacobs        | Topsport Vlaanderen-Baloise   |
| 14    | Gran Premi Nobili Rubinetterie                       | Itàlia        | 1.1  | Bob Jungels          | RadioShack-Leopard            |
| 14-17 | Istrian Spring Trophy                                | Croàcia       | 2.2  | Matej Mugerli        | Adria Mobil                   |
| 15    | Handzame Classic                                     | Bèlgica       | 1.1  | Kenny Dehaes         | Lotto-Belisol                 |
| 16    | Clàssica Loira Atlàntic                              | França        | 1.1  | Edwig Cammaerts      | Cofidis                       |
| 17    | Gran Premi Cholet-País del Loira                     | França        | 1.1  | Damien Gaudin        | Team Europcar                 |
| 17    | Gran Premi de la vila de Nogent-sur-Oise             | França        | 1.2  | Alexander Kamp       | Team Cult Energy              |
| 17    | Gran Premi San Giuseppe                              | Itàlia        | 1.2  | Luca Chirico         | Trevigiani Dynamon Bottoli    |
| 18-24 | Tour de Normandia                                    | França        | 2.2  | Silvan Dillier       | BMC Development Team          |
| 20    | A través de Flandes                                  | Bèlgica       | 1.HC | Oscar Gatto          | Vini Fantini-Selle Italia     |
| 20-24 | Setmana Internacional Coppi i Bartali                | Itàlia        | 2.1  | Diego Ulissi         | Lampre-Merida                 |
| 20-24 | Volta a l'Alentejo                                   | Portugal      | 2.2  | Jasper Stuyven       | Bontrager Cycling Team        |
| 23    | Košice–Miskolc                                       | Hongria       | 1.2  | Michal Kolář         | Dukla Trenčín-Trek            |
| 23-24 | Critèrium Internacional                              | França        | 2.HC | Chris Froome         | Team Sky                      |
| 26-28 | Tres dies de La Panne                                | Bèlgica       | 2.HC | Sylvain Chavanel     | Omega Pharma-Quick Step       |
| 29    | Ruta Adélie de Vitré                                 | França        | 1.1  | Alessandro Malaguti  | Androni Giocattoli-Venezuela  |
| 29-31 | Triptyque des Monts et Châteaux                      | Bèlgica       | 2.2  | Fábio Silvestre      | Leopard-Trek Continental      |
| 30    | Volta Limburg Classic                                | Països Baixos | 1.1  | Rüdiger Selig        | Team Katusha                  |
| 30    | Gran Premi Miguel Indurain                           | Espanya       | 1.1  | Simon Špilak         | Team Katusha                  |
| 30-31 | Boucle de l'Artois                                   | França        | 2.2  | Fredrik Ludvigsson   | Team People4you-Unaas Cycling |
| 31    | Volta a La Rioja                                     | Espanya       | 1.1  | Francesco Lasca      | Caja Rural-Seguros RGA        |
| 31    | Val d'Ille U Classic 35 - Souvenir Julien Ditlecadet | França        | 1.1  | Nacer Bouhanni       | FDJ                           |

### Abril
| Data  | Cursa                                                | País                 | Cat.   | Vencedor                 | Equip                             |
| ----- | ---------------------------------------------------- | -------------------- | ------ | ------------------------ | --------------------------------- |
| 1     | Giro del Belvedere                                   | Itàlia               | 1.2U   | Stefan Küng              | BMC Development Team              |
| 2     | Gran Premi Palio del Recioto                         | Itàlia               | 1.2U   | Caleb Ewan               | Equip nacional d'Austràlia        |
| 2-5   | Circuit de La Sarthe                                 | França               | 2.1    | Pierre Rolland           | Team Europcar                     |
| 3     | Grote Scheldeprijs                                   | Bèlgica              | 1.HC   | Marcel Kittel            | Argos-Shimano                     |
| 3-7   | Gran Premi de Sotxi                                  | Rússia               | 2.2    | Vitali Buts              | Kolss Cycling Team                |
| 4     | Gran Premi Pino Cerami                               | Bèlgica              | 1.1    | Jonas Vangenechten       | Lotto-Belisol                     |
| 5-7   | Circuit de les Ardenes                               | França               | 2.2    | Riccardo Zoidl           | Gourmetfein Simplon               |
| 6     | Tour de Flandes sub-23                               | Bèlgica              | 1.Ncup | Rick Zabel               | Equip nacional d'Alemanya         |
| 7     | Klasika Primavera                                    | Espanya              | 1.1    | Rui Costa                | Movistar Team                     |
| 7     | Trofeu Banca Popolare di Vicenza                     | Itàlia               | 1.2U   | Michele Scartezzini      | Trevigiani Dynamon Bottoli        |
| 7     | Gran Premi Sencur                                    | Eslovènia            | 1.2    | Radoslav Rogina          | Adria Mobil                       |
| 9     | París-Camembert                                      | França               | 1.1    | Pierrick Fédrigo         | FDJ                               |
| 10    | Fletxa Brabançona                                    | Bèlgica              | 1.HC   | Peter Sagan              | Cannondale                        |
| 10    | La Côte Picarde                                      | Bèlgica              | 1.Ncup | Caleb Ewan               | Equip nacional d'Austràlia        |
| 10-14 | Tour de Loir i Cher                                  | França               | 2.2    | Tino Thömel              | Team NSP-Ghost                    |
| 12-14 | Volta a Castella i Lleó                              | Espanya              | 2.1    | Rubén Plaza              | Movistar Team                     |
| 11    | Gran Premi de Denain                                 | França               | 1.1    | Arnaud Démare            | FDJ                               |
| 13    | Tour de Finisterre                                   | França               | 1.1    | Cyril Gautier            | Team Europcar                     |
| 13    | Trofeu Edil C                                        | Itàlia               | 1.2    | Andrea Zordan            | Zalf Euromobil                    |
| 13    | Lieja-Bastogne-Lieja sub-23                          | Bèlgica              | 1.2U   | Michael Valgren Andersen | Team Cult Energy                  |
| 13    | ZLM Tour                                             | Països Baixos        | 1.Ncup | Yoeri Havik              | Equip nacional dels Països Baixos |
| 14    | Tro Bro Leon                                         | França               | 1.1    | Francis Mourey           | FDJ                               |
| 14    | Gran Premi de Donetsk                                | Ucraïna              | 1.2    | Anatoli Pàkhtussov       | ISD Continental Team              |
| 16-19 | Giro del Trentino                                    | Itàlia               | 2.HC   | Vincenzo Nibali          | Team Astana                       |
| 17-21 | Gran Premi d'Adiguèsia                               | Rússia               | 2.2    | Andrí Khripta            | Kolss Cycling Team                |
| 20    | Banja Luka-Belgrad I                                 | Bòsnia i Hercegovina | 1.2    | Michal Kolář             | Dukla Trenčín-Trek                |
| 20    | Arno Wallaard Memorial                               | Països Baixos        | 1.2    | Coen Vermeltfoort        | De Rijke-Shanks                   |
| 20    | Gran Premi Herning                                   | Dinamarca            | 1.2    | Lasse Norman Hansen      | Blue Water Cycling                |
| 21    | Roue tourangelle                                     | França               | 1.1    | Mickaël Delage           | FDJ                               |
| 21    | París-Mantes-en-Yvelines                             | França               | 1.2    | Nicolas Baldo            | Atlas Personal-Jakroo             |
| 21    | Volta a Holanda del Nord                             | Països Baixos        | 1.2    | Dylan Groenewegen        | De Rijke-Shanks                   |
| 21    | Banja Luka-Belgrad II                                | Sèrbia               | 1.2    | Matej Mugerli            | Adria Mobil                       |
| 21    | Rutland–Melton International CiCLE Classic           | Regne Unit           | 1.2    | Ian Wilkinson            | Team UK Youth                     |
| 21-28 | Volta a Turquia                                      | Turquia              | 2.HC   | Natnael Berhane          | Team Europcar                     |
| 25    | Gran Premi della Liberazione                         | Itàlia               | 1.2U   | Ilia Koshevoy            | Big Hunter Seanese                |
| 25-1  | Tour de Bretanya                                     | França               | 2.2    | Riccardo Zoidl           | Gourmetfein-Simplon               |
| 26    | Skive-Lobet                                          | Dinamarca            | 1.2    | Patrick Clausen          | Team Cult Energy                  |
| 27    | Gran Premi de la Indústria i l'Artesanat de Larciano | Itàlia               | 1.1    | Mauro Santambrogio       | Vini Fantini-Selle Italia         |
| 27    | Himmerland Rundt                                     | Dinamarca            | 1.2    | Yoeri Havik              | De Rijke-Shanks                   |
| 27    | Zuid Oost Drenthe Classic I                          | Països Baixos        | 1.2    | Jeff Vermeulen           | Metec-TKH                         |
| 28    | Giro de Toscana                                      | Itàlia               | 1.1    | Mattia Gavazzi           | Androni Giocattoli-Venezuela      |
| 28    | Destination Thy                                      | Dinamarca            | 1.2    | Constantino Zaballa      | Christina Watches-Onfone          |
| 28    | Zuid Oost Drenthe Classic II                         | Països Baixos        | 1.2    | Brian Van Goethem        | Metec-TKH                         |
| 28    | Gran Premi de la Indústria del marbre                | Itàlia               | 1.2    | Luca Benedetti           | Bedogni-Natalini-Anico            |

### Maig
| Data  | Cursa                                                   | País          | Cat. | Vencedor                 | Equip                                |
| ----- | ------------------------------------------------------- | ------------- | ---- | ------------------------ | ------------------------------------ |
| 1     | Gran Premi del 1r de maig - Premi d'honor Vic de Bruyne | Bèlgica       | 1.2  | Coen Vermeltfoort        | De Rijke-Shanks                      |
| 1     | Memorial Andrzej Trochanowski                           | Polònia       | 1.2  | Konrad Dąbkowski         | BDC-Marcpol Team                     |
| 1     | Mayor Cup                                               | Rússia        | 1.2  | Vitali Buts              | Kolss Cycling Team                   |
| 1     | Gran Premi de Frankfurt sub-23                          | Alemanya      | 1.2U | Lasse Norman Hansen      | Blue Water Cycling                   |
| 1     | Gran Premi de Frankfurt                                 | Alemanya      | 1.HC | Simon Špilak             | Team Katusha                         |
| 1-5   | Tour de l'Azerbaidjan                                   | Azerbaidjan   | 2.2  | Sergiy Grechyn           | Torku Şeker Spor                     |
| 1-5   | Carpathia Couriers Path                                 | Polònia       | 2.2U | Stefan Poutsma           | Jo Piels                             |
| 1-5   | Quatre dies de Dunkerque                                | França        | 2.HC | Arnaud Démare            | FDJ                                  |
| 2     | Memorial Oleg Diatxenko                                 | Rússia        | 1.2  | Aleksandr Ribakov        | RusVelo                              |
| 3     | Gran Premi de Moscou                                    | Rússia        | 1.2  | Ivan Kovaliov            | RusVelo                              |
| 3-5   | Szlakiem Grodów Piastowskich                            | Polònia       | 2.1  | Jan Bárta                | Team NetApp-Endura                   |
| 4     | Tour d'Overijssel                                       | Països Baixos | 1.2  | Tom Vermeer              | Jo Piels                             |
| 4     | Tour de Berna                                           | Suïssa        | 1.2  | Marcel Wyss              | IAM Cycling                          |
| 4     | Hadeland GP                                             | Noruega       | 1.2  | Fredrik Galta            | Team Øster Hus-Ridley                |
| 4     | Volta a la comunitat de Madrid                          | Espanya       | 2.1  | Javier Moreno            | Movistar Team                        |
| 5     | Circuit de Valònia                                      | Bèlgica       | 1.2  | Sébastien Delfosse       | Crelan-Euphony                       |
| 5     | Gran Premi Ringerike                                    | Noruega       | 1.2  | Reidar Borgersen         | Joker Merida                         |
| 5     | Circuit del Porto-Trofeu Arvedi                         | Itàlia        | 1.2  | Paolo Simion             | Zalf Euromobil                       |
| 5-9   | Cinc anells de Moscou                                   | Rússia        | 2.2  | Maksim Razúmov           | Itera-Katusha                        |
| 8-12  | Giro del Friül-Venècia Júlia                            | Itàlia        | 2.2  | Jan Polanc               | Radenska                             |
| 8-12  | Fletxa del Sud                                          | Luxemburg     | 2.2  | Michael Valgren Andersen | Team Cult Energy                     |
| 9     | Tour de Limburg                                         | Bèlgica       | 1.2  | Olivier Chevalier        | Wallonie-Bruxelles                   |
| 9-12  | Roine-Alps Isera Tour                                   | França        | 2.2  | Nico Sijmens             | Cofidis                              |
| 9-12  | Tour de Berlín                                          | Alemanya      | 2.2U | Mathias Møller           | Blue Water Cycling                   |
| 10-12 | Tour de Picardia                                        | França        | 2.1  | Marcel Kittel            | Argos-Shimano                        |
| 11-12 | Volta a Astúries                                        | Espanya       | 2.1  | Amets Txurruka           | Caja Rural-Seguros RGA               |
| 11    | Classic Beograd-Cacak                                   | Sèrbia        | 1.2  | Matej Mugerli            | Adria Mobil                          |
| 11    | Scandinavian Race Uppsala                               | Suècia        | 1.2  | Alexander Gingsjö        | Team People4you-Unaas                |
| 12    | Volta a Colònia                                         | Alemanya      | 1.1  | Sébastien Delfosse       | Crelan-Euphony                       |
| 13-18 | Olympia's Tour                                          | Països Baixos | 2.2  | Dylan van Baarle         | Rabobank Development Team            |
| 15-19 | Volta a Noruega                                         | Noruega       | 2.1  | Edvald Boasson Hagen     | Team Sky                             |
| 16-19 | Ronda de l'Isard d'Arieja                               | França        | 2.2U | Juan Ernesto Chamorro    | 4-72 Colombia                        |
| 18    | Gran Premi Criquielion                                  | Bèlgica       | 1.2  | Boris Vallée             | Color Code-Biowanze                  |
| 18-19 | París-Arras Tour                                        | França        | 2.2  | Joey Rosskopf            | Hincapie Sportswear Development Team |
| 19    | Omloop der Kempen                                       | Països Baixos | 1.2  | Eugenio Alafaci          | Leopard-Trek Continental Team        |
| 19-26 | An Post Rás                                             | Irlanda       | 2.2  | Marcin Bialoblocki       | Team UK Youth                        |
| 22-26 | Volta a Bèlgica                                         | Bèlgica       | 2.HC | Tony Martin              | Omega Pharma-Quick Step              |
| 22-26 | Volta a Baviera                                         | Alemanya      | 2.HC | Adriano Malori           | Lampre-Merida                        |
| 24-26 | Tour de Gironda                                         | França        | 2.2  | Jon Larrinaga Muguruza   | Euskadi Continental                  |
| 24    | Race Horizon Park I                                     | Ucraïna       | 1.2  | Denís Kostiuk            | Kolss Cycling Team                   |
| 24-26 | Cursa de la Pau sub-23                                  | Txèquia       | 2.2U | Toms Skujiņš             | Rietumu-Delfin                       |
| 25    | Gran Premi de Plumelec-Morbihan                         | França        | 1.1  | Samuel Dumoulin          | Ag2r-La Mondiale                     |
| 26    | Boucles de l'Aulne                                      | França        | 1.1  | Mathieu Ladagnous        | FDJ                                  |
| 26    | Race Horizon Park II                                    | Ucraïna       | 1.2  | Mykhaylo Kononenko       | Kolss Cycling Team                   |
| 26    | Trofeu Ciutat de San Vendemiano                         | Itàlia        | 1.2U | Mark Dzamastagic         | Sava                                 |
| 30-1  | Volta a Estònia                                         | Estònia       | 2.1  | Gert Jõeäär              | Equip nacional d'Estònia             |

### Juny
| Data  | Cursa                                        | País          | Cat. | Vencedor           | Equip                          |
| ----- | -------------------------------------------- | ------------- | ---- | ------------------ | ------------------------------ |
| 2     | Ronda Van Zeeland Seaports                   | Països Baixos | 1.1  | André Greipel      | Lotto-Belisol                  |
| 2     | Copa de la Pau                               | Itàlia        | 1.2  | Alessio Taliani    | Futura Team Matricardi         |
| 2     | Memorial Philippe Van Coningsloo             | Bèlgica       | 1.2  | Michael Vink       | Equip nacional de Nova Zelanda |
| 2     | Trofeu Alcide Degasperi                      | Itàlia        | 1.2  | Damien Howson      | Equip nacional d'Austràlia     |
| 2     | Gran Premi Südkärnten                        | Àustria       | 1.2  | Julian Alaphilippe | Etixx-iHNed                    |
| 4-8   | Volta a Eslovàquia                           | Eslovàquia    | 2.2  | Petr Vakoč         | Etixx-iHNed                    |
| 6     | Gran Premi del cantó d'Argòvia               | Suïssa        | 1.1  | Michael Albasini   | Orica-GreenEDGE                |
| 6-9   | Ronda de l'Oise                              | França        | 2.2  | Vegard Breen       | Team Joker Merida              |
| 8     | Gran Premi Riga-Jurmala                      | Letònia       | 1.1  | Francesco Chicchi  | Vini Fantini-Selle Italia      |
| 8-15  | Volta a Turíngia                             | Alemanya      | 2.2U | Dylan van Baarle   | Rabobank Development Team      |
| 9     | Gran Premi Jurmala                           | Letònia       | 1.1  | Francesco Chicchi  | Vini Fantini-Selle Italia      |
| 9     | ProRace Berlín                               | Alemanya      | 1.1  | Marcel Kittel      | Argos-Shimano                  |
| 9     | Gran Premi Raiffeisen                        | Àustria       | 1.2  | Riccardo Zoidl     | Gourmetfein-Simplon            |
| 11-16 | Volta a Sèrbia                               | Sèrbia        | 2.2  | Ivan Stević        | Tusnad Cycling Team            |
| 12-16 | Ster ZLM Toer                                | Països Baixos | 2.1  | Lars Boom          | Blanco Pro Cycling Team        |
| 12-16 | Volta a Luxemburg                            | Luxemburg     | 2.HC | Paul Martens       | Blanco Pro Cycling Team        |
| 13-15 | Małopolski Wyścig Górski                     | Polònia       | 2.2  | Łukasz Bodnar      | Bank BGŻ cycling team          |
| 13-16 | Ruta del Sud                                 | França        | 2.1  | Thomas Voeckler    | Team Europcar                  |
| 13-16 | Volta a Eslovènia                            | Eslovènia     | 2.1  | Radoslav Rogina    | Adria Mobil                    |
| 13-16 | Tour del País de Savoia                      | França        | 2.2  | Yoann Barbas       | Armée de Terre Cyclisme        |
| 13-16 | Boucles de la Mayenne                        | França        | 2.2  | David Veilleux     | Team Europcar                  |
| 14-16 | Volta de l'Alta Àustria                      | Àustria       | 2.2  | Riccardo Zoidl     | Gourmetfein-Simplon            |
| 16    | Fletxa ardenesa                              | Bèlgica       | 1.2  | Silvan Dillier     | BMC Development Team           |
| 19    | Halle-Ingooigem                              | Bèlgica       | 1.1  | Kenny Dehaes       | Lotto-Belisol                  |
| 22    | Trofeu Melinda                               | Itàlia        | 1.1  | Ivan Santaromita   | BMC Racing Team                |
| 26    | Internationale Wielertrofee Jong Maar Moedig | Bèlgica       | 1.2  | Tim Declercq       | Topsport Vlaanderen-Baloise    |
| 26-29 | Cursa de Solidarność i els Atletes Olímpics  | Polònia       | 2.1  | Vitali Popkov      | ISD Continental Team           |
| 29    | Circuit Het Nieuwsblad sub-23                | Bèlgica       | 1.2  | Dimitri Claeys     | VL Technics-Abutriek           |
| 30-6  | Volta a Romania                              | Romania       | 2.2  | Vitali Buts        | Kolss Cycling Team             |
| 30-7  | Volta a Àustria                              | Àustria       | 2.HC | Riccardo Zoidl     | Gourmetfein-Simplon            |

### Juliol
| Data  | Cursa                                      | País      | Cat. | Vencedor              | Equip                                |
| ----- | ------------------------------------------ | --------- | ---- | --------------------- | ------------------------------------ |
| 5-7   | Volta a la Comunitat de Madrid sub-23      | Espanya   | 2.2U | Petr Vakoč            | Etixx-iHNed                          |
| 7     | La Ronda Pévèloise                         | França    | 1.2  | Benoît Daeninck       | CC Nogent-sur-Oise                   |
| 7     | Giro del Medio Brenta                      | Itàlia    | 1.2  | Federico Rocchetti    | Utensilnord Ora24.eu                 |
| 9-14  | Giro de la Vall d'Aosta                    | Itàlia    | 2.2U | Davide Villella       | Team Colpack                         |
| 11    | Grote Prijs van de Stad Geel               | Bèlgica   | 1.2  | Yves Lampaert         | Topsport Vlaanderen-Baloise          |
| 11-14 | Sibiu Cycling Tour                         | Romania   | 2.1  | Davide Rebellin       | CCC Polsat Polkowice                 |
| 11-14 | Czech Cycling Tour                         | Txèquia   | 2.2  | Leopold König         | Equip nacional de la República Txeca |
| 14    | Giro dels Apenins                          | Itàlia    | 1.1  | Davide Mucelli        | Ceramica Flaminia-Fondriest          |
| 18    | Campionat d'Europa - contrarellotge sub-23 | Txèquia   | CC   | Victor Campenaerts    | Equip nacional de Bèlgica            |
| 19-21 | Trofeu Joaquim Agostinho                   | Portugal  | 2.2  | Eduard Prades         | OFM-Quinta da Lixa                   |
| 20    | Miskolc GP                                 | Hongria   | 1.2  | Siarhei Papok         | Equip nacional de Belarús            |
| 20-24 | Tour de Valònia                            | Bèlgica   | 2.HC | Greg Van Avermaet     | BMC Racing Team                      |
| 20    | Gran Premi de Budapest                     | Hongria   | 1.2  | Krisztián Lovassy     | Utensilnord Ora24.eu                 |
| 21    | Campionat d'Europa - cursa en ruta sub-23  | Txèquia   | CC   | Sean De Bie           | Equip nacional de Bèlgica            |
| 23-27 | Dookoła Mazowsza                           | Polònia   | 2.2  | Marcin Sapa           | BDC-Marcpol Team                     |
| 23-28 | Tour d'Alsàcia                             | França    | 2.2  | Silvio Herklotz       | Team Stölting                        |
| 25    | Prova de Villafranca de Ordizia            | Espanya   | 1.1  | Daniel Teklehaymanot  | Orica-GreenEDGE                      |
| 27    | Gran Premi Kranj                           | Eslovènia | 1.2  | Lukas Pöstlberger     | Gourmetfein-Simplon                  |
| 27-29 | Kreiz Breizh Elites                        | França    | 2.2  | Nick van der Lijke    | Rabobank Development Team            |
| 28    | Polynormande                               | França    | 1.1  | José Gonçalves        | La Pomme Marseille                   |
| 28    | Trofeu Matteotti                           | Itàlia    | 1.1  | Sébastien Reichenbach | IAM Cycling                          |
| 28    | Gran Premi de la vila de Pérenchies        | França    | 1.2  | Melvin Rullière       | SCO Dijon                            |
| 31    | Circuit de Getxo                           | Espanya   | 1.1  | Juan José Lobato      | Euskaltel-Euskadi                    |
| 31-4  | Volta a Dinamarca                          | Dinamarca | 2.HC | Wilco Kelderman       | Belkin Pro Cycling Team              |

### Agost
| Data  | Cursa                              | País          | Cat.   | Vencedor            | Equip                       |
| ----- | ---------------------------------- | ------------- | ------ | ------------------- | --------------------------- |
| 2-4   | Volta a Lleó                       | Espanya       | 2.2    | Jordi Simón         | Coluer Bikes                |
| 2-11  | Tour de Guadalupe                  | França        | 2.2    | Pierre Lebreton     | Team Peltrax CSD            |
| 4     | RideLondon Classic                 | Regne Unit    | 1.1    | Arnaud Démare       | FDJ.fr                      |
| 4     | Trofeu internacional Bastianelli   | Itàlia        | 1.2    | Maxat Ayazbayev     | Continental Team Astana     |
| 4     | Fletxa del port d'Anvers           | Bèlgica       | 1.2    | Preben Van Hecke    | Topsport Vlaanderen-Baloise |
| 7-11  | Volta a Burgos                     | Espanya       | 2.HC   | Nairo Quintana      | Movistar Team               |
| 7-18  | Volta a Portugal                   | Portugal      | 2.1    | Alejandro Marque    | OFM-Quinta da Lixa          |
| 8-10  | Tour de Szeklerland                | Romania       | 2.2    | Georgi Georgiev     | Brisaspor                   |
| 8-11  | Arctic Race of Norway              | Noruega       | 2.1    | Thor Hushovd        | BMC Racing Team             |
| 9-13  | Tour de l'Ain                      | França        | 2.1    | Romain Bardet       | Ag2r-La Mondiale            |
| 10    | Memorial Henryk Łasaka             | Polònia       | 1.2    | Florian Sénéchal    | Etixx-IHNed                 |
| 11    | Copa dels Carpats                  | Polònia       | 1.2    | Adrian Honkisz      | CCC Polsat Polkowice        |
| 11    | Gran Premi de Poggiana             | Itàlia        | 1.2U   | Andrea Zordan       | Zalf Euromobil              |
| 16    | Gran Premi Capodarco               | Itàlia        | 1.2    | Matteo Busato       | Trevigiani Dynamon Bottoli  |
| 16-18 | Tour dels Fiords                   | Noruega       | 2.1    | Sergey Chernetskiy  | Team Katusha                |
| 17    | Puchar Ministra Obrony Narodowej   | Polònia       | 1.2    | Bartłomiej Matysiak | CCC Polsat Polkowice        |
| 17    | Gran Premi Kralovehradeckeho kraje | Txèquia       | 1.2    | Petr Vakoč          | Etixx-IHNed                 |
| 19-25 | Baltic Chain Tour                  | Letònia       | 2.2    | Philipp Walsleben   | BKCP-Powerplus              |
| 20    | Gran Premi de la vila de Zottegem  | Bèlgica       | 1.1    | Blaž Jarc           | Team NetApp-Endura          |
| 20    | Gran Premi dels Marbrers           | França        | 1.2    | Benoît Daeninck     | CC Nogent-sur-Oise          |
| 20-23 | Tour del Llemosí                   | França        | 2.1    | Martin Elmiger      | IAM Cycling                 |
| 21    | Druivenkoers Overijse              | Bèlgica       | 1.1    | Björn Leukemans     | Vacansoleil-DCM             |
| 21    | Copa Agostoni                      | Itàlia        | 1.1    | Filippo Pozzato     | Lampre-Merida               |
| 22    | Copa Bernocchi                     | Itàlia        | 1.1    | Sacha Modolo        | Bardiani Valvole-CSF Inox   |
| 23    | Dutch Food Valley Classic          | Països Baixos | 1.1    | Elia Viviani        | Cannondale Pro Cycling Team |
| 23    | Tres Valls Varesines               | Itàlia        | 1.HC   | Kristijan Đurasek   | Lampre-Merida               |
| 24-31 | Tour de l'Avenir                   | França        | 2.Ncup | Rubén Fernández     | Equip nacional d'Espanya    |
| 25    | Châteauroux Classic de l'Indre     | França        | 1.1    | Bryan Coquard       | Team Europcar               |
| 27-30 | Tour de Poitou-Charentes           | França        | 2.1    | Thomas Voeckler     | Team Europcar               |
| 30-31 | World Ports Classic                | Països Baixos | 2.1    | Nikolas Maes        | Omega Pharma-Quick Step     |
| 31    | Memorial Marco Pantani             | Itàlia        | 1.1    | Sacha Modolo        | Bardiani Valvole-CSF Inox   |

### Setembre
| Data  | Cursa                                           | País          | Cat. | Vencedor                    | Equip                        |
| ----- | ----------------------------------------------- | ------------- | ---- | --------------------------- | ---------------------------- |
| 1     | Copa Sels                                       | Bèlgica       | 1.1  | Pieter Jacobs               | Topsport Vlaanderen-Baloise  |
| 1     | Croàcia-Eslovènia                               | Eslovènia     | 1.2  | Riccardo Zoidl              | Gourmetfein-Simplon          |
| 1     | Ronda van Midden-Nederland                      | Països Baixos | 1.2  | Sebastian Forke             | Team NSP-Ghost               |
| 1-5   | Volta a Bulgària                                | Bulgària      | 2.2  | Rémy di Grégorio            | Team Martigues SC-Vivelo     |
| 5-7   | Setmana ciclista lombarda                       | Itàlia        | 2.1  | Patrik Sinkewitz            | Méridiana Kamen              |
| 5-8   | Okolo Jiznich Cech                              | Txèquia       | 2.2  | Florian Sénéchal            | Etixx-IHNed                  |
| 7     | Brussels Cycling Classic                        | Bèlgica       | 1.HC | André Greipel               | Lotto-Belisol                |
| 8     | Kernen Omloop Echt-Susteren                     | Països Baixos | 1.2  | Dylan Groenewegen           | Cycling Team De Rijke-Shanks |
| 8     | Gran Premi de Fourmies                          | França        | 1.HC | Nacer Bouhanni              | FDJ.fr                       |
| 14    | Tour del Jura                                   | Suïssa        | 1.2  | Matthias Brändle            | IAM Cycling                  |
| 14    | De Kustpijl                                     | Bèlgica       | 1.2  | Egidijus Juodvalkis         | Crelan-Euphony               |
| 15    | Tour del Doubs                                  | França        | 1.1  | Aleksejs Saramotins         | IAM Cycling                  |
| 15    | Gran Premi Jef Scherens                         | Bèlgica       | 1.1  | Bert De Backer              | Argos-Shimano                |
| 15    | Chrono champenois                               | França        | 1.2  | Campbell Flakemore          | Equip nacional d'Austràlia   |
| 15    | Baronie Breda Classic                           | Països Baixos | 1.2  | Mike Teunissen              | Rabobank Development Team    |
| 15-22 | Volta a la Gran Bretanya                        | Regne Unit    | 2.1  | Bradley Wiggins             | Team Sky                     |
| 18    | Gran Premi de Valònia                           | Bèlgica       | 1.1  | Jan Bakelants               | Equip nacional de Bèlgica    |
| 20    | Gran Premi del Somme                            | França        | 1.1  | Preben Van Hecke            | Topsport Vlaanderen-Baloise  |
| 20    | Campionat de Flandes                            | Bèlgica       | 1.1  | Jens Debusschere            | Lotto-Belisol                |
| 21    | Gran Premi Impanis-Van Petegem                  | Bèlgica       | 1.1  | Sep Vanmarcke               | Belkin Pro Cycling           |
| 21    | Tour Bohemia                                    | Txèquia       | 1.2  | Josef Benetseder            | WSA                          |
| 21    | Gran Premi de la costa dels Etruscs             | Itàlia        | 1.1  | Michele Scarponi            | Lampre-Merida                |
| 22    | Gran Premi de la Indústria i el Comerç de Prato | Itàlia        | 1.1  | Gianfranco Zilioli          | Androni Giocattoli-Venezuela |
| 22    | Gran Premi d'Isbergues                          | França        | 1.1  | Arnaud Démare               | FDJ.fr                       |
| 24    | Ruta d'Or                                       | Itàlia        | 1.2  | Andrea Toniatti             | Zalf Euromobil               |
| 25    | Circuit de Houtland                             | Bèlgica       | 1.1  | Marcel Kittel               | Argos-Shimano                |
| 28-29 | Tour del Gavaudan Llenguadoc-Rosselló           | França        | 2.2  | Yoann Bagot                 | Cofidis                      |
| 29    | Duo normand                                     | França        | 1.1  | Luke Durbridge · Svein Tuft | Orica-GreenEDGE              |
| 29    | Gooikse Pijl                                    | Bèlgica       | 1.2  | Vegard Bugge                | Team Joker Merida            |

### Octubre
| Data | Cursa                                    | País     | Cat. | Vencedor                    | Equip                       |
| ---- | ---------------------------------------- | -------- | ---- | --------------------------- | --------------------------- |
| 2    | Milà-Torí                                | Itàlia   | 1.HC | Diego Ulissi                | Lampre-Merida               |
| 3    | Tour de Münster                          | Alemanya | 1.1  | Jos van Emden               | Belkin Pro Cycling Team     |
| 3-6  | Eurométropole Tour                       | Bèlgica  | 2.1  | Jens Debusschere            | Lotto-Belisol               |
| 5    | Piccolo Giro de Llombardia               | Itàlia   | 1.2  | Davide Villella             | Cannondale Pro Cycling Team |
| 6    | Tour de Vendée                           | França   | 1.HC | Nacer Bouhanni              | FDJ.fr                      |
| 8    | Memorial Frank Vandenbroucke             | Bèlgica  | 1.1  | Reinardt Janse van Rensburg | Argos-Shimano               |
| 10   | Copa Sabatini                            | Itàlia   | 1.1  | Diego Ulissi                | Lampre-Merida               |
| 10   | París-Bourges                            | França   | 1.1  | John Degenkolb              | Argos-Shimano               |
| 12   | Giro de l'Emília                         | Itàlia   | 1.HC | Diego Ulissi                | Lampre-Merida               |
| 13   | Gran Premi Bruno Beghelli                | Itàlia   | 1.1  | Leonardo Duque              | Colombia                    |
| 13   | París-Tours sub-23                       | França   | 1.2U | Flavien Dassonville         | BigMat-Auber 93             |
| 13   | París-Tours                              | França   | 1.HC | John Degenkolb              | Argos-Shimano               |
| 15   | Premi Nacional de Clausura               | Bèlgica  | 1.1  | Jens Debusschere            | Lotto-Belisol               |
| 20   | Crono de les Nacions-Les Herbiers-Vendée | França   | 1.1  | Tony Martin                 | Omega Pharma-Quick Step     |

### Proves anul·lades
| Data              | Prova                                                       | País          | Cat.   | Motiu                      |
| ----------------- | ----------------------------------------------------------- | ------------- | ------ | -------------------------- |
| 23 de febrer      | Drôme Classic                                               | França        | 1.1    | Motius meteorològics       |
| 24 de febrer      | Kuurne-Brussel·les-Kuurne                                   | Bèlgica       | 1.1    | Motius meteorològics       |
| 24 de febrer      | Gran Premi de Lugano                                        | Suïssa        | 1.1    | Motius meteorològics       |
| 26 de febrer      | Giro del Friül                                              | Itàlia        | 1.1    |                            |
| 3 març            | Trofeu Zssdi                                                | Itàlia        | 1.2    |                            |
| 10 de març        | Dwars door Drenthe                                          | Països Baixos | 1.1    | Motius meteorològics       |
| 10 de març        | Trofeu Franco Balestra                                      | Itàlia        | 1.2    | Requalificada amateur      |
| 13 de març        | Nokere Koerse                                               | Bèlgica       | 1.1    | Motius meteorològics       |
| 31 de març        | Fletxa d'Émeraude                                           | França        | 1.1    | Administrativa             |
| 14 d'abril        | Zellik-Galmaarden                                           | Bèlgica       | 1.2    |                            |
| 21 d'abril        | Gran Premi de Laudio                                        | Espanya       | 1.1    | Financera                  |
| 16-20 d'abril     | Toscana-Terra de ciclisme                                   | Itàlia        | 2.Ncup |                            |
| 25-28 d'abril     | Tour de Tessàlia                                            | Grècia        | 2.2    |                            |
| 28 d'abril        | Trofeu dels Escaladors                                      | França        | 1.1    |                            |
| 1 de maig         | Trofeu Papà Cervi                                           | Itàlia        | 1.2    | Financera                  |
| 3 de maig         | Gran Premi Dobrich I                                        | Bulgària      | 1.2    |                            |
| 5 de maig         | Gran Premi Dobrich II                                       | Bulgària      | 1.2    |                            |
| 15-19 de maig     | Circuit de Lorena                                           | França        | 2.1    | Financera                  |
| 19 de maig        | Neuseen Classics – Rund um die Braunkohle                   | Alemanya      | 1.1    | Requalificada amateur      |
| 26 de maig        | París-Roubaix sub-23                                        | França        | 1.2U   | Financera                  |
| 30-2 de juny      | Tour de Trakya                                              | Turquia       | 2.2    |                            |
| 4-7 de juny       | Tour de la Capadòcia                                        | Turquia       | 2.2    |                            |
| 7 de juny         | Gran Premi Riga-Ventspils                                   | Letònia       | 1.1    |                            |
| 7-16 de juny      | Girobio                                                     | Itàlia        | 2.2    |                            |
| 16 de juny        | Celtic Chrono                                               | Irlanda       | 1.2    |                            |
| 28 de juliol      | Tour de Bochum                                              | Alemanya      | 1.1    |                            |
| 31-1 de juliol    | París-Corrèze                                               | França        | 2.1    | Financera                  |
| 31-2 de juliol    | Tour dels Pirineus                                          | França        | 2.2    |                            |
| 15-18 d'agost     | Mi-août en Bretagne                                         | França        | 2.2    | Financera                  |
| 25 d'agost        | Gran Premi de Sofia I                                       | Bulgària      | 1.2    |                            |
| 27 d'agost        | Gran Premi de Sofia II                                      | Bulgària      | 1.2    |                            |
| 29 d'agost        | Gran Premi de la Indústria i el Comerç Artesanal Carnaghese | Itàlia        | 1.1    | Passa a calendari nacional |
| 31 d'agost        | Giro del Vèneto                                             | Itàlia        | 1.1    |                            |
| 1 de setembre     | Latvian Cycling Race                                        | Letònia       | 1.2    |                            |
| 4 de setembre     | Memorial Rik van Steenbergen                                | Bèlgica       | 1.1    |                            |
| 10-13 de setembre | Giro de Padània                                             | Itàlia        | 2.1    |                            |
| 20 de setembre    | Gran Premi Pleven                                           | Bulgària      | 1.2    |                            |
| 22 de setembre    | Gran Premi Lovech                                           | Bulgària      | 1.2    |                            |
| 28 de setembre    | Franco Ballerini Day                                        | Itàlia        | 1.1    |                            |
| 3-6 d'octubre     | Tour de Marmara                                             | Turquia       | 2.2    |                            |
| 4 d'octubre       | Giro del Piemont                                            | Itàlia        | 1.HC   | Financera                  |
| 10-13 d'octubre   | Tour de Gallipoli                                           | Turquia       | 2.2    |                            |
| 15 d'octubre      | Giro de la Romanya                                          | Itàlia        | 1.1    |                            |
| 15-20 d'octubre   | Volta a Grècia                                              | Grècia        | 2.2    |                            |
| 16 d'octubre      | Copa Placci                                                 | Itàlia        | 1.1    |                            |

## Classificacions
- Font: UCI Europa Tour Arxivat 2016-03-03 a Wayback Machine.

| #   | Ciclista                  | Equip                       | Pts.   |
| --- | ------------------------- | --------------------------- | ------ |
| 1.  | Riccardo Zoidl (AUT)      | Gourmetfein Simplon         | 531,5  |
| 2.  | Bryan Coquard (FRA)*      | Team Europcar               | 484    |
| 3.  | Davide Rebellin (ITA)     | CCC Polsat Polkowice        | 430    |
| 4.  | Matej Mugerli (SLO)       | Adria Mobil                 | 387    |
| 5.  | Thomas Voeckler (FRA)     | Team Europcar               | 369    |
| 6.  | Michael Van Staeyen (BEL) | Topsport Vlaanderen-Baloise | 367    |
| 7.  | Radoslav Rogina (CRO)     | Adria Mobil                 | 354    |
| 8.  | Jonathan Hivert (FRA)     | Sojasun                     | 334    |
| 9.  | Vitali Buts (UKR)         | Kolss                       | 320,67 |
| 10. | Gerald Ciolek (GER)       | MTN-Qhubeka                 | 315    |
| 11. | Patrik Sinkewitz (GER)    | Meridiana Kamen Team        | 290    |
| 12. | Dylan Van Baarle (NED)*   | Rabobank Development        | 288    |
| 13. | Jan Bárta (CZE)           | NetApp-Endura               | 285,9  |
| 14. | Davide Villella (ITA)*    | -                           | 283    |
| 15. | Yannick Martinez (FRA)    | La Pomme Marseille          | 276    |
| 16. | Martin Elmiger (SUI)      | IAM Cycling                 | 268    |
| 17. | Petr Vakoč (CZE)*         | Etixx-iHNed                 | 266,25 |
| 18. | Vitali Popkov (UKR)       | ISD Continental Team        | 260,67 |
| 19. | Sacha Modolo (ITA)        | Bardiani Valvole-CSF Inox   | 247    |
| 20. | Ivan Rovni (RUS)          | Ceramica Flaminia-Fondriest | 242    |

| #   | Ciclista                     | País          | Pts.    |
| --- | ---------------------------- | ------------- | ------- |
| 1.  | Team Europcar                | França        | 1502,6  |
| 2.  | IAM Cycling                  | Suïssa        | 1334,34 |
| 3.  | Topsport Vlaanderen-Baloise  | Bèlgica       | 1168,5  |
| 4.  | Androni Giocattoli-Venezuela | Itàlia        | 1149,2  |
| 5.  | Gourmetfein Simplon          | Àustria       | 1028    |
| 6.  | Adria Mobil                  | Eslovènia     | 1000    |
| 7.  | Vini Fantini-Selle Italia    | Itàlia        | 927,4   |
| 8.  | CCC Polsat Polkowice         | Polònia       | 907,34  |
| 9.  | Sojasun                      | França        | 891,5   |
| 10. | Rabobank Development         | Països Baixos | 877     |
| 11. | Cofidis, Solutions Crédits   | França        | 851     |
| 12. | Bardiani Valvole-CSF Inox    | Itàlia        | 850     |
| 13. | Kolss                        | Ucraïna       | 835,35  |
| 14. | Etixx-iHNed                  | Txèquia       | 805,25  |
| 15. | Caja Rural-Seguros RGA       | Espanya       | 795     |
| 16. | NetApp-Endura                | Alemanya      | 761,2   |
| 17. | La Pomme Marseille           | França        | 750     |
| 18. | Leopard-Trek Continental     | Luxemburg     | 681,01  |
| 19. | Bretagne-Séché Environnement | França        | 662     |
| 20. | Crelan-Euphony               | Bèlgica       | 620     |

| #   | País          | Pts.     |
| --- | ------------- | -------- |
| 1.  | França        | 2 753,25 |
| 2.  | Itàlia        | 2 742,2  |
| 3.  | Bèlgica       | 1 772,17 |
| 4.  | Alemanya      | 1 570    |
| 5.  | Espanya       | 1 494    |
| 6.  | Països Baixos | 1 441,25 |
| 7.  | Txèquia       | 1 433,22 |
| 8.  | Ucraïna       | 1 365,69 |
| 9.  | Eslovènia     | 1 276    |
| 10. | Àustria       | 1 227    |

| #   | País (Sub-23) | Pts.    |
| --- | ------------- | ------- |
| 1.  | Països Baixos | 1 264   |
| 2.  | França        | 1 253,5 |
| 3.  | Itàlia        | 866     |
| 4.  | Dinamarca     | 757,5   |
| 5.  | Bèlgica       | 734,92  |
| 6.  | Alemanya      | 646     |
| 7.  | Eslovènia     | 600     |
| 8.  | Txèquia       | 455,92  |
| 9.  | Noruega       | 373,75  |
| 10. | Espanya       | 251     |